# هيو ميلز
هيو ميلز (بالإنجليزية: Hugh Brooks Mills)‏ هو شخصية أعمال وسياسي أمريكي، ولد في 14 يوليو 1828، وتوفي في 28 فبراير 1901. حزبياً، نشط في الحزب الجمهوري. وقد انتخب عضو جمعية ولاية ويسكونسن.